# Bryantown
 (juillet 2025).
Bryantown est une census-designated place située dans le comté de Charles, dans l’État du Maryland, aux États-Unis. Lors du recensement de 2020, elle comptait 653 habitants.